# بدر الدين الجمالي
بدر الدين الجمالي هو أبو النجم بدر المستنصري وزير الخليفة الفاطمي المستنصر بالله ومجدد القاهرة الفاطمية. توفي سنة 487هـ وقد ناهز الثمانين عاماً وكان من أصول أرمنية، وكان مملوكاً لجمال الدولة بن عمار فلذلك لقب بالجمالي.:ج2ص329

## توليته الوزارة
وبدر الدين الجمالي مملوك أرميني الأصل كان أمير الجيوش في الشام استدعاه الخليفة المستنصر بالله الفاطمي من الشام ليوليه الوزارة في عام 1073م حتى يستعيد السيطرة على الأمور وللخروج من الأزمات التي كادت تودى بدولة المستنصر بالله.
وكان على بدر الدين الجمالي مواجهة عدد من الأزمات مثل الصراعات بين فصائل الجيش التركية والأفريقية وهجمات من البربر على الدلتا ومجاعة مستمرة لسنوات بسبب انخفاض مستوى النيل وأوبئة واستيلاء السلاجقة على أجزاء من الشام وكانت مصر مهددة من كل النواحي.
جاء بدر الجمالي بقواته الأرمينية من الشام فسكنوا القاهرة التي كان قد قل تعداد سكانها كثيراً بسبب الأوبئة، كما قل تعداد سكان الفسطاط والقطائع في ذلك الوقت وتهدم معظمهما.
وأعاد بدر الجمالي بناء سور القاهرة لتقويته ولزيادة مساحة القاهرة خاصة بعد سكنه فيها هو وجنوده وأيضا ليدخل فيها جامع الحاكم الذي بناه الخليفة الحاكم بأمر الله خارج أسوارها، وأصبحت القاهرة مدينة دفاعية مسورة لصد هجمات السلاجقة المحتملة عليها، وقد بقيت أجزاء من هذا السور وبعض أبوابه الشهيرة باب النصر، باب الفتوح، وباب زويلة.
وأستطاع بدر الدين الجمالي التخلص من قادة الفتنة ودعاة الثورة، وبدأ في إعادة النظام إلى القاهرة وفرض الأمن والسكينة في ربوعها، وأمتدت يده إلى بقية أقاليم مصر فأعاد إليها الهدوء والاستقرار، وضرب على يد العابثين والخارجين، وبسط نفوذ الخليفة في جميع أرجاء البلاد.
كما قام في الوقت نفسه بتنظيم شئون الدولة وإنعاش اقتصادها، فشجع الفلاحين على الزراعة ورفع جميع الأعباء المالية عنهم، وأصلح لهم الترع والجسور، وأدى انتظام النظام الزراعي إلى كثرة الحبوب وتراجع الأسعار، وكان لاستتباب الأمن دور في تنشيط حركة التجارة في مصر، وتوافد التجار عليها من كل مكان.

## مشهد الجيوشى
لايذكر المؤرخون الهدف من بناء بدر الدين الجمالي مشهد الجيوشى فوق جبل المقطم، وهذا المشهد يشبه الجوامع في تخطيطه وله مأذنة ولكن النص التأسيسي يقول «مشهد» لا جامع، المشهد هو ما يقام لذكرى شخص أو شيء.
ويختلف مؤرخو تاريخ الفن الإسلامي في الغرض من هذا المشهد فمنهم من يقول أنه كان برج مراقبة مشيد أعلى القاهرة ولكن على صورة جامع للتخفي، ومنهم من يقول أنه كان مشهداً يؤرخ لانتصارات بدر الجمالي على الثورات والاضطرابات التي كانت تؤرق الدولة الفاطمية من قبله.
بالمشهد قبة قد تكون قد بنيت كضريح لبدر ولكن يذكر المقريزي أن بدراً قد دفن في قبة خارج باب النصر هي ذاتها غالباً ما يشير إليها كتاب وصف مصر بقبة «الشيخ بدر»
وهذا جزء من النص التأسيسي الذي يذكر المبنى ومؤسسه:"
مما أمر بعمارة هذا المشهد المبارك فتى مولانا وسيدنا الإمام المستنصر بالله السيد الأجل أمير الجيوش سيف الإسلام ناصر الإمام كافل قضاة المسلمين وهادي دعاة المؤمنين عضد الله به الدين وأمتع بطول بقائه أمير المؤمنين وأدام قدرته وأعلى كلمته وكيّّد عدوه وحسدته ابتغاء مرضاة الله".
محراب المشهد من أجمل المحاريب الفاطمية ولا تنقل الصور جماله للأسف.